# Håtjärnen (Aspås socken, Jämtland)
Håtjärnen är en sjö i Krokoms kommun i Jämtland och ingår i Indalsälvens huvudavrinningsområde. Sjön har en area på 0,0942 kvadratkilometer och ligger 305,2 meter över havet.

## Delavrinningsområde
Håtjärnen ingår i det delavrinningsområde (703586-143416) som SMHI kallar för Ovan 703418-143483. Medelhöjden är 310 meter över havet och ytan är 5,65 kvadratkilometer. Räknas de 13 avrinningsområdena uppströms in blir den ackumulerade arean 155 kvadratkilometer. Nävran som avvattnar avrinningsområdet har biflödesordning 3, vilket innebär att vattnet flödar genom totalt 3 vattendrag innan det når havet efter 218 kilometer. Avrinningsområdet består mestadels av skog (77 procent). Avrinningsområdet har 0,09 kvadratkilometer vattenytor vilket ger det en sjöprocent på 1,7 procent.